# AN/APG-76
L'AN/APG-76 est un radar à impulsions Doppler multimodes en bande Ku (bande de fréquence en micro-ondes de 12 à 18 GHz), produit par l'entreprise américaine Northrop Grumman Electronic Systems. Il appartient à une famille de radars produite par Norden Systems, qui suivent tous les mêmes bases de conception et d'évolution. 

## AN/APQ-92
Le premier radar appartenant à la famille de l'AN/APG-76 est l'AN/APQ-92, qui équipait l'A-6A Intruder. L'AN/APQ-92 est un radar de recherche et navigation, doté d'une fonction d'analyse du relief appelée « Search Radar Terrain Clearance » (SRTC), qui générait une vue synthétique du terrain survolé sur l'indicateur vertical du pilote (VDI, Vertical Display Indicator), un grand écran à tube cathodique au milieu du tableau de bord, juste en-dessous de la visée du canon. Cet écran affichait au pilote, sur une fenêtre de 53 x 26°, l'aspect du terrain se présentant devant la trajectoire suivie par l'avion. Par exemple, si l'Intruder se dirigeait vers une vallée située entre deux collines, l'écran du radar retournait au pilote une image sous forme de deux collines, une de chaque côté de l'écran, avec une encoche incurvée en « V » au centre entre elles. Le système avait toutefois des faiblesses, comme son incapacité à distinguer les constructions humaines de dimensions plus modestes, telles les lignes à haute-tension suspendues au-dessus des vallées.
L'AN/APQ-92 fait partie d'un ensemble complexe désigné DIANE, pour « Digital Integrated Attack/Navigation Devices », qui consiste en plusieurs radars séparés : L'AN/APQ-92 de recherche et navigation, le radar AN/APQ-88 pour le ciblage et l'attaque, le radar altimétrique AN/APQ-141, et le radar de navigation AN/APN-122, chargé de fournir des mises à jour de positionnement géographique au système de navigation inertielle AN/ASN-31. Le système DIANE a initialement souffert de nombreux problèmes de jeunesse, ce qui lui a valu de devoir attendre plusieurs années avant de devenir réellement fiable. Toutefois, lorsqu'il fonctionnait correctement, DIANE était probablement le meilleur système de navigation et d'attaque de son temps, permettant à l'avion de voler et de se battre même sous les pires conditions météo, ce qui était un avantage certain lorsque les pilotes devaient voler en pleine tempête au-dessus du Viêt Nam de la Thaïlande au cours de la guerre du Viêt Nam. 

## AN/APQ-103

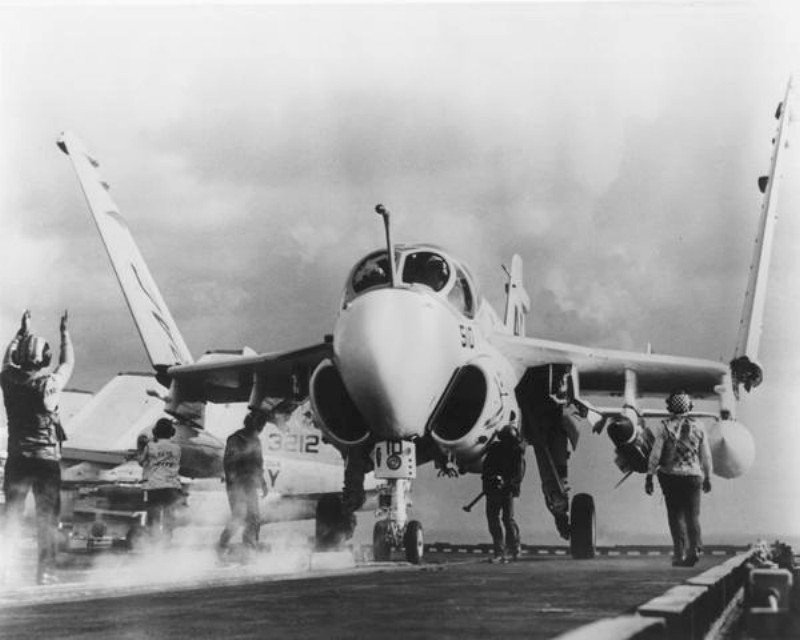
Un A-6B au catapultage sur le pont de lUSS Saratoga, en 1971. Cette version de l'avion était équipée de l'AN/APQ-103.

L'AN/APQ-103 était le successeur de l'AN/APQ-92. Il était employé en association avec le radar Doppler de navigation AN/APN-153, remplaçant de l'ancien AN/APN-122, et de l'AN/APQ-112, lui-même remplaçant son aîné l'AN/APQ-88. Toutes ces évolutions font partie d'un programme d'amélioration plus général du système DIANE installé sur la version B de l'A-6 Intruder.

## AN/APQ-112
L'AN/APQ-112 était un radar de poursuite qui avait remplacé l'ancien AN/APQ-88 développé par Naval Avionics. Alors que l'AN/APQ-88 ne pouvait poursuive que les cibles mobiles, l'AN/APQ-112 pouvait également poursuivre les cibles stationnaires, et disposait d'une résolution et d'une fiabilité meilleures que celles de son aîné. En plus de remplir toutes les fonctions de l'AN/APQ-88, l'AN/APQ-112 pouvait également accomplir certaines tâches de l'AN/APQ-103, qu'il a d'ailleurs fini par remplacer lorsque son évolution suivante a été produite. Toutefois, cette tentative de remplacer en même-temps deux radars initialement séparés se révéla être un échec, car à cette période les besoins des missions avaient augmenté, et un radar de tir dédié séparé était nécessaire. En conséquence, un radar Sperry Corporation AN/APQ-127 fortement revisité fut adopté, tandis que le radar de navigation AN/APN-186 remplaçait l'AN/APN-153 des anciens A-6B. La suite APN-186/APQ-112/APQ-127 avait été conçue comme partie intégrante de l'A-6C, spécialement destiné aux missions d'attaque de nuit contre la piste Hô Chi Minh au Viêt Nam.

## AN/APQ-129
L'AN/APQ-129 était un dérivé de l'AN/APQ-112 conçu pour l'EA-6A Prowler, lui permettant de tirer le missile anti-radar AGM-45 Shrike, bien que ce cas de figure ne se soit jamais présenté en combat réel.

## AN/APQ-148
L'AN/APQ-148, travaillant en bande J, a été le premier radar de la famille à avoir réellement réussi à remplacer deux radars séparés avec un seul modèle multifonctions. Le 148 était le radar d'origine de l'A-6E,.

## AN/APQ-156
L'AN/APQ-156 était l'évolution de l'AN/APQ-148. Il était utilisé en coordination avec le système multi-capteurs d'attaque de reconnaissance TRAM (Target Recognition and Attack Multi-Sensor), qui commençait à être installé sur l'A-6E depuis 1979, pendant les mises à jour de l'avion. Le navigateur/bombardier pouvait utiliser simultanément l'imagerie du système TRAM et les données du radar, ce qui lui permettait d'effectuer des attaques d'une excellente précision. De plus, le radar était doté d'un indicateur de cibles mobiles AMTI (Airborne Moving Target Indicator), qui permettait à l'avion de traquer une cible mobile (un char ou un camion, par exemple) et lui expédier une munition, même si celle-ci était en mouvement.

## AN/APS-130
L'AN/APS-130 était un dérivé de l'AN/APQ-156 et l'évolution de l'AN/APQ-129, tirant parti des connaissances acquises de l'AN/APQ-156 pour améliorer l'AN/APQ-129. L'AN/APS-130 équipait l'EA-6B, lui permettant de tirer le missile AGM-88 HARM.

## AN/APS-146

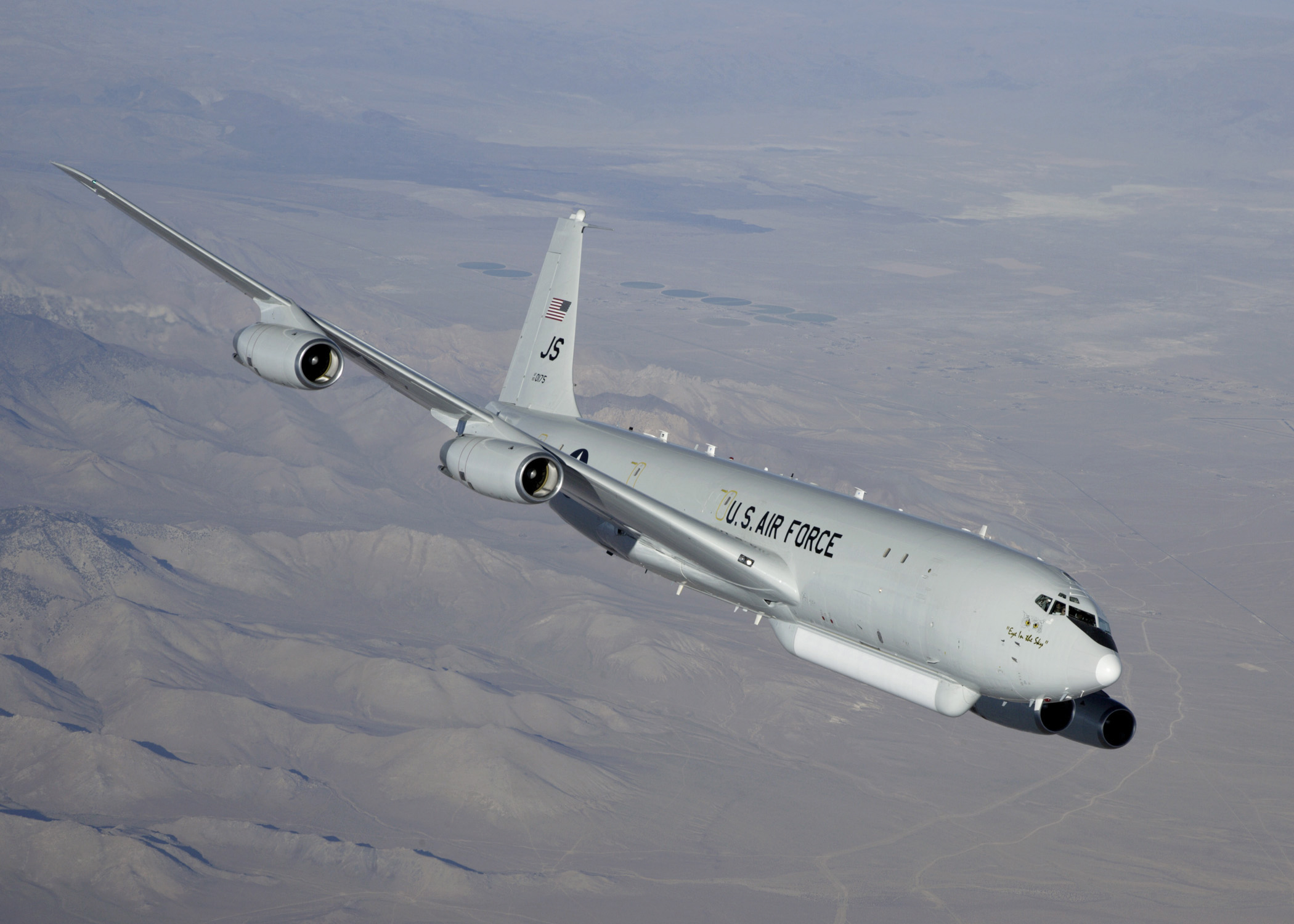
Un E-8C JSTARS en vol d'essai dans les environs de la base d'Edwards AFB. La longue partie fine blanche sous l'avant du fuselage de l'avion est le carénage abritant l'antenne à balayage latéral de l'AN/APY-7.

L'AN/APS-146 était une version simplifiée de l'AN/APQ-156/APS-130, qui ne possédait plus d'interféromètre mais gagnait un mode de balayage d'évitement météo, et voyait son antenne parabolique remplacée par une antenne plate.

## AN/APQ-173

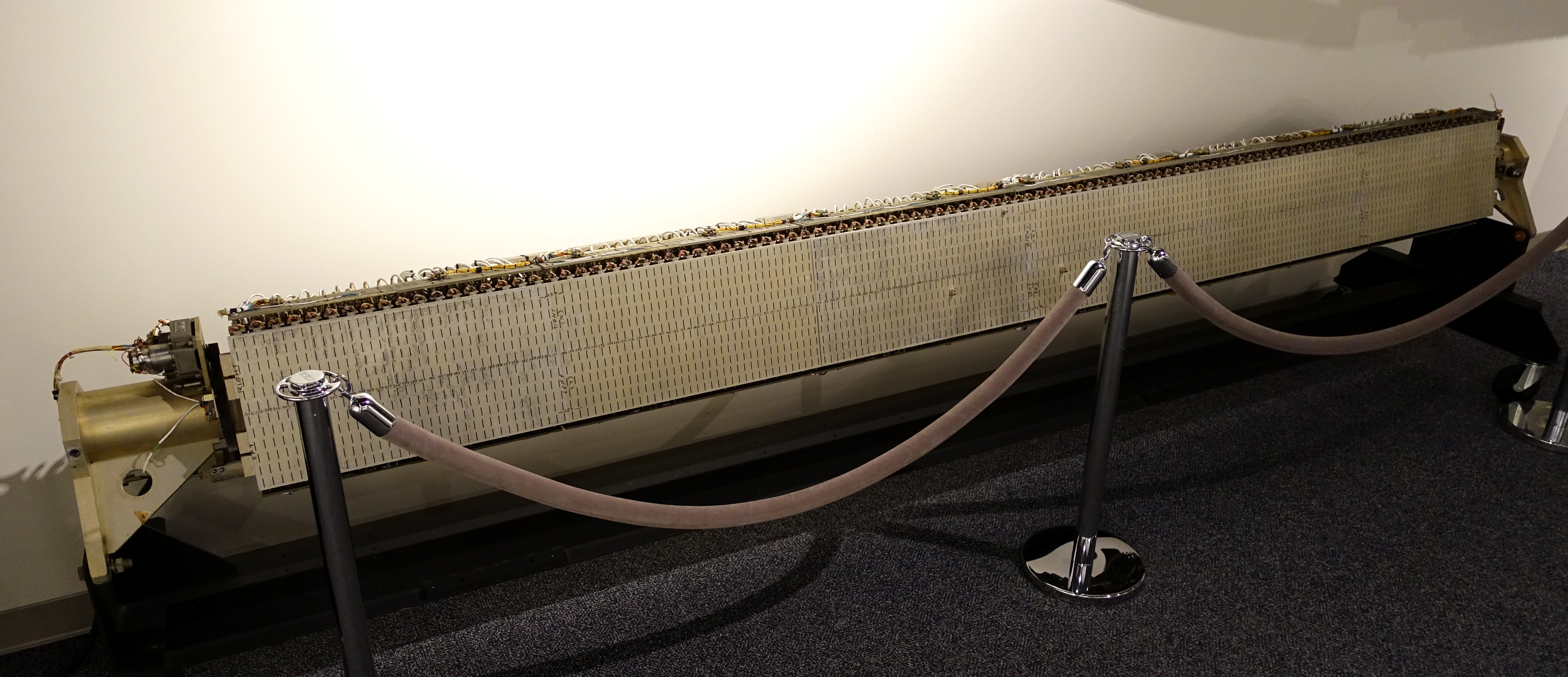
le Pave Mover, prototype du radar pour le JSTARS.

L'AN/APQ-173 était une évolution de l'AN/APQ-156, équipée pour intégrer une fonction de radar à synthèse d'ouverture (SAR, Synthetic Aperture Radar) et des écrans multifonctions dans le cockpit. L'AN/APQ-173 aurait donné à l'Intruder une capacité de combat air-air et la possibilité d'utiliser le missile AIM-120 AMRAAM. Il avait été conçu pour les A-6F et A6-G, mais la production de ces derniers avait été annulée.
L'AN/APG-76 était utilisé dans les F-4E Phantom II israéliens et avait été testé en nacelles externes sous les ailes du F-16 et dans le nez du S-3 Viking du Gray Wolf Project. L'AN/APG-76 intègre les capacités de l'AN/APQ-173, telles que les compatibilités avec les missiles AGM-88 et AIM-120, et il peut également être configuré comme radar à balayage latéral. La version à balayage latéral de l'AN/APG-76 a joué un rôle très important dans le développement du radar AN/APY-3 pour l'E-8 JSTARS, en apportant les bases des connaissances nécessaires à la conception de ce radar plus avancé.
L'AN/APY-3 fournit à son utilisateur des images SAR à haute résolution intégrant des indications de cibles mobiles (MTI, Mobile Target Indicator), ce qui lui permet de choisir des cibles à partir d'un certain niveau de mobilité. Ces données SAR-MTI peuvent être à leur tour intégrées à un système de navigation inertielle ou GPS, afin de situer de manière très précise la position des cibles sélectionnées, ces données pouvant ensuite être relayées vers d'autres plateformes via le système JTIDS (Joint Tactical Information Distribution System), un système de liaison de données tactiques.

## AN/APY-3

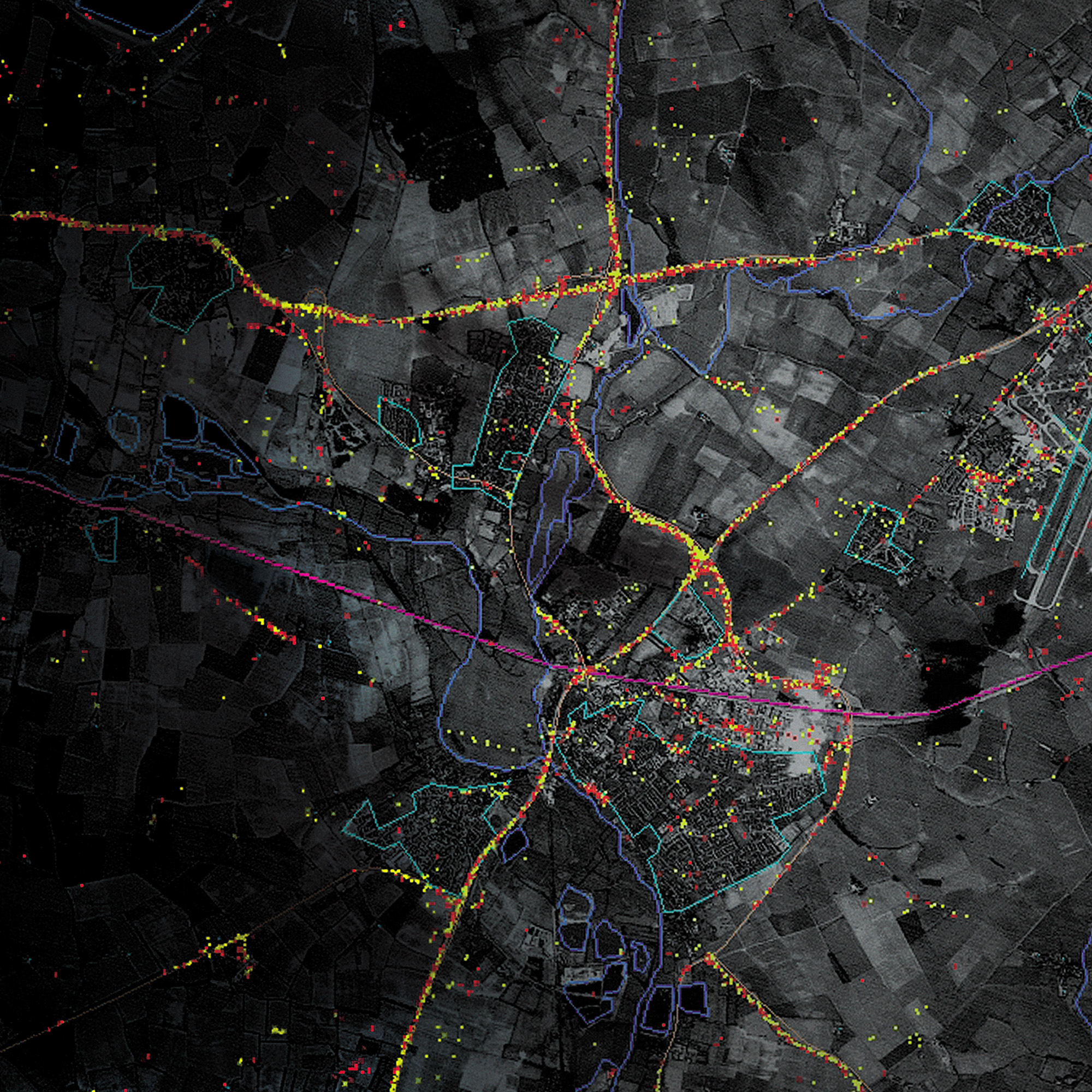
L'affichage des cibles détectées par le GMTI (en surbrillance), superposé à une image aérienne générée par la fonction SAR du radar AN/APY-7 de l'E-8 JSTARS.

L'AN/APY-3 est le radar développé pour l'E-8 J-STARS. L'antenne plate à balayage latéral, de 7,3 m de long, est logée dans un carénage de 8 m de long en forme de canoë situé sous le fuselage avant de l'avion. Le radar et les systèmes de traitement informatisés de l'E-8C collectent et distribuent des informations très détaillées du champ de bataille aux troupes au sol. L'information est également relayée en quasi-temps réel aux stations de réception au sol, et à d'autres centres de communications, de commandement, de renseignements ou de traitement des données.
L'antenne de l'AN/APY-3 est orientée au choix vers l'un ou l'autre des côtés de l'avion, emplacement à partir duquel elle offre un champ de vision de 120°, couvrant une surface de près de 50 000 km2 et pouvant détecter des cibles à une distance de plus de 250 km. Le radar dispose aussi d'une capacité limitée à détecter les hélicoptères, les antennes rotatives et les aéronefs volant lentement à basse altitude. L'AN/APY-3 peut traquer simultanément jusqu'à 1 000 cibles terrestres.

## AN/APY-6
Le radar AN/APY-6, travaillant en bande X, est une version dérivée de l'AN/APY-3 basée sur une architecture à réseau en fibre optique. Il est doté de fonctions SAR, ISAR (Inverse synthetic aperture radar) et d'indication des cibles mobiles au sol (GMTI, Ground Moving Target Indication). La résolution en mode standard est de 2 m, alors qu'elle peut atteindre 35 cm en modes SAR et ISAR. l'AN/APY-6 dispose au total de quatre récepteurs : un pour le GMTI, et les trois autres pour les différents modes SAR et ISAR. L'antenne plate à balayage électronique passif (PESA, Passive Electronically Scanned Array) peut être au choix pointée vers l'avant ou en travers, avec une couverture angulaire de 120° et une portée maximale de 200 km. L'AN/APY-6 est conçu pour le bombardement de précision, et une version à antenne active est actuellement en cours de développement.

## AN/APY-7
L'AN/APY-7 est une évolution de l'AN/APY-3, dont il est une version à état solide qui adopte une technologie à antenne active. Le radar AN/APY-7 peut opérer en modes d'indication des cibles fixes (FTI, Fixed Target Indication), surveillance de zones très vastes, synthèse d'ouverture (SAR), classification des cibles, et indication des cibles mobiles au sol (GMTI, Ground Moving Target Indicator). L'antenne est installée sous le fuselage de l'avion et peut être basculée de 120° de chaque côté de l'avion pour couvrir des cibles à des distances de plus de 250 km. Elle est longue de 7,3 m, large de 60 cm, et est installée dans un long carénage fin de 12 m de long. Comme pour l'AN/APY-3, l'AN/APY-7 balaye électroniquement en azimut grâce à des déphaseurs, et mécaniquement en élévation grâce à deux servomoteurs.